# Жабња
Жабња (рус. Жабня) река је која протиче преко територија Јарославске и Тверске области, у европском делу Руске Федерације и десна притока реке Волге (и део басена Каспијског језера).

## Физичко-географске карактеристике
Река Жабња свој ток почиње у мочварном подручју источно од истоименог села на територији Угличког рејона Јарославске области, тече у смеру југозапада (готово паралелно са Волгом) и након 58 km тока улива се у вештачко Угличко језеро на реци Волги, код града Каљазина (на територији Каљазинског рејона Тверске области). Укупна површина сливног подручја је 323 km².
На последњих 10 km тока њено корито се јако шири и преображава се у пространи залив Угличког језера ширине и до 700 метара. Њене најважније притоке су Појмишка, Красна Тумовка, Кодир и Пуда.
У горњем делу тока пресеца локални магистрални друм Р153 Углич—Ростов, док на месту ушћа пресеца железнички и друмски правац Каљазин—Углич.
На њеној десној обали на месту ушћа налази се град Каљазин, односно велики Каљазински радиотелескоп, а у самом ушћу из воде се издиже звоник потопљеног Макаријевог манастира са почетка 19. века.